# Ca l'Agell
Ca l'Agell és un edifici amb una paret mitgera del nucli urbà d'Hostalric (Selva). Està situat al carrer Major números 47 i 49, fent cantonada amb el carrer del Forn. És una obra inclosa en l'Inventari del Patrimoni Arquitectònic de Catalunya.

## Descripció
L'edifici, d'alçada desigual (en origen eren dos edificis independents), té planta baixa i tres pisos (al costat que fa cantonada amb el carrer del Forn), i planta baixa i dos pisos (pel costat que l'edifici es troba adossat a l'habitatge veí). Està cobert (al costat que dona al carrer del Forn) per un teulat a dues vessants que desenvoquen a la façana principal i a la galeria posterior, i per un terrat (a la part més baixa, pel costat que l'edifici es troba adossat a l'habitatge del costat).
A la façana trobem, a la planta baixa, dos portals: el de l'esquerra en arc escarser i el de la dreta en arc de llinda, tots dos amb els brancals i la llinda de pedra. Un sòcol de granit arriba a una quarta part de l'altura dels dos portals. Abans de pintar la façana (aproximadament l'any 2000), un enteixinat de pedra artificial decorava la façana fins a l'altura de les llosanes del primer pis.

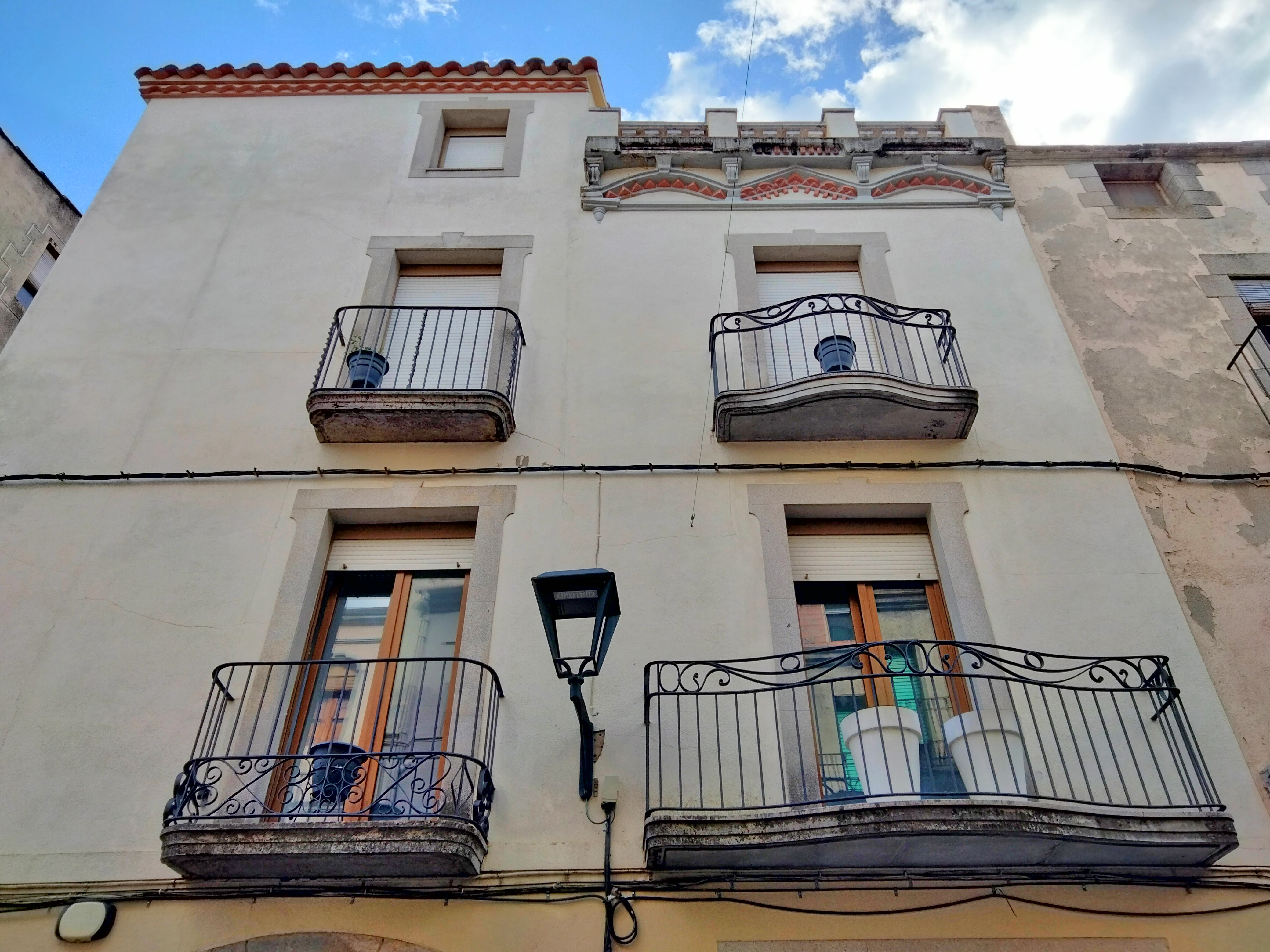
Detall dels balcons

Al primer pis, dos balcons: el balcó de l'esquerra té la llosana rectangular amb les cantonades arrodonides, i la barana de ferro forjat que ressegueix la forma de la llosana, i una porta en arc de llinda (emmarcada a la llinda i als brancals amb pedra granítica, com totes les obertures de la façana principal) que hi permet l'accés. El de la dreta té la llosana de formes corbes (que recorden a un arc d'inflexió) i una barana que ressegueix la forma de la llosana. Aquest balcó és igual que el que hi ha just sobre seu, però és de dimensions més grans. En aquest balcó s'hi accedeix per una obertura en arc de llinda, igual que totes les obertures dels pisos de la façana principal.
Al segon pis, també hi ha dos balcons: el de l'esquerra igual que el que té al dessota, però amb un treball diferent i més senzill a la barana de ferro forjat. El balcó del costat dret, és igual que el que té al dessota, però és més petit. A la tercera planta (de la part de l'habitatge que fa cantonada amb el carrer del forn), una finestra en arc de llinda emmarcada als brancals i la llinda de pedra artificial).
La façana esquerra, està coronada per una cornisa típica catalana, i la façana dreta per una impressionant decorada cornisa i la barana del terrat. La façana està arrebossada i pintada. Recentment, l'any 2000 aproximadament, es van pintar les façanes de nou.

## Història
Durant la Guerra del Francès (1808-1814) Hostalric va tenir un important paper donant suport a l'entrada de queviures a la Girona assetjada i destorbant el pas a les tropes enemigues gràcies a la seva situació estratègica en una zona de pas. Per això als francesos els convenia prendre la vila. El primer atac va arribar el 7 de novembre del 1809 i només trobaren resistència a la Torre dels Frares i a l'església on un grup de gent s'hi havia fet fort. Alguns habitants es van poder refugiar al castell, d'altres van haver de fugir, ja que els francesos van cremar el poble. Això explica que la majoria dels habitatges siguin posteriors.
Els carrers Ravalet, Raval, Major i la Plaça dels Bous són part del recorregut del Camí Ral. També es conserva una variant que segueix paral·lel a les muralles pel costat exterior i que fou utilitzat sobretot al segle xix. El Carrer Major s'estén des de la Plaça dels Bous fins al Portal de Barcelona. Durant l'època de la República el carrer s'anomenà Prat de la Riba. El setembre del 1939 tornà al seu nom original. Al llarg del carrer s'hi troben diverses cases pairals, construïdes sobretot a finals del segle xix i principis del xx.